# TOKYO SHiDAX LSC
TOKYO SHiDAX LSC（とうきょうシダックスエルエスシー）は、かつて存在した女子サッカーチーム。東京都調布市を本拠地としていた。日本女子サッカーリーグに加盟していたが、1996年3月をもって廃部となった。

## 概要・歴史
1990年アジア競技大会から女子サッカーが正式種目になることに伴い「女子もサッカーの全国リーグを作ろう。」との機運が高まったため、各地域でのリーグで活動していたチームを中心に「日本女子サッカーリーグ」(JLSL)が1989年に誕生することになった。
1981年に創設された女子サッカーチームのFC小平（東京都小平市）が前身となる。FC小平は第4回全日本女子サッカー選手権大会で4位に入賞した実績を有する。FC小平としてJLSLへの参加を検討したが、チームの安定した運営を考慮し新光精工株式会社をスポンサーとして新光精工FCクレールが創設され、JLSLの初年度から参加した。「クレール(clair)」はフランス語で「明るい、明白な」という意味をもつ。
そのプレースタイルから「おんな釜本」と呼ばれた日本女子代表のエースストライカー長峯かおりを中心に高萩陽子、泉美幸ら代表選手を擁したチームで、第11回全日本女子サッカー選手権大会ではベスト4にも輝いたがリーグ戦での成績は上がらず、とくに長峯が退団（のちイタリアのチームへ移籍）したのちは下位に低迷した。
1993年4月にシダックスがスポンサーとなり、チーム名をTOKYO SHiDAX LSCに変更。ブラジル人監督やアメリカ代表選手などを獲得し、さらにスポンサーの特性をいかした「アスリート食」の研究により上位進出を図ったが、2年連続して下位に低迷した。
1995年12月、シダックスよりチーム解散の意向がリーグに伝えられるが、承認されなかったため新しいスポンサーを探したが、1996年1月23日までに見つからなかったため解散が決定し、翌1月24日に日本女子サッカーリーグで解散が承認された。調布市内に確保していた練習場との契約が同年3月で終了し、練習場の代替地が確保できなかったことが理由としている。練習場が無いことを理由に解散することに批判的な意見もあったが、シダックス側はギリギリまで練習場とスポンサーを探したが見つからなかったとコメントしている
最後の公式戦は1996年3月2日の第17回全日本女子サッカー選手権大会準決勝でフジタに敗北した。

## 成績
| 回 | 年度 | チーム名           | リーグ  | チーム数 | 試合 | 勝点 | 勝 | 分 | 敗 | 順位 | 全日本選手権 |
| -- | ---- | ------------------ | ------- | -------- | ---- | ---- | -- | -- | -- | ---- | ------------ |
|    | 1982 | FC小平             | 東京2部 |          | 9    |      | 9  | 0  | 0  | 1位  | 4位          |
|    | 1983 | FC小平             | 東京1部 |          |      |      |    |    |    |      | ベスト8      |
|    | 1984 | FC小平             | 東京1部 |          |      |      |    |    |    |      | ベスト8      |
|    | 1985 | FC小平             | 東京1部 |          |      |      |    |    |    |      | 地方予選敗退 |
|    | 1986 | FC小平             | 東京1部 |          |      |      |    |    |    | 1位  | 地方予選敗退 |
|    | 1987 | FC小平             | 東京1部 |          |      |      |    |    |    |      | ベスト8      |
|    | 1988 | 新光精工FCクレール | 東京1部 |          |      |      |    |    |    |      | ベスト8      |
| 1  | 1989 | 新光精工FCクレール | JLSL    | 6        | 10   | 8    | 2  | 4  | 4  | 4位  | ベスト4      |
| 2  | 1990 | 新光精工FCクレール | JLSL    | 6        | 10   | 8    | 3  | 2  | 10 | 5位  | ベスト8      |
| 3  | 1991 | 新光精工FCクレール | JLSL    | 10       | 18   | 12   | 5  | 2  | 11 | 7位  | ベスト8      |
| 4  | 1992 | 新光精工FCクレール | JLSL    | 10       | 18   | 6    | 1  | 4  | 13 | 9位  | 2回戦        |
| 5  | 1993 | TOKYO SHiDAX LSC   | JLSL    | 10       | 18   | --   | 5  | -- | 13 | 8位  | 2回戦        |
| 6  | 1994 | TOKYO SHiDAX LSC   | JLSL    | 10       | 18   | --   | 8  | -- | 10 | 7位  | ベスト8      |
| 7  | 1995 | TOKYO SHiDAX LSC   | JLSL    | 10       | 18   | --   | 8  | -- | 10 | 7位  | ベスト4      |

註）92年まで「勝ち点制」を採用。また前後期制を採用した93年以降の成績は年間順位。

## チーム名変遷
- 1981年-1987年 FC小平
- 1988年-1992年 新光精工FCクレール
- 1993年-1996年3月 TOKYO SHiDAX LSC

## チームカラー
- チームカラーは   赤（新光精工時代は   黄）

（最終年のパターン）

## 歴代監督
(日本女子サッカーリーグ開幕以降)
- 1989年 - 1990年　永沢孝男
- 1991年　宮下幸男
- 1992年　永沢孝男
- 1993年　ジュリオ・シーザー・カストロ・エピノーザ
- 1994年　ジョン・R・コッサブーン
- 1995年　齋藤誠

## かつて所属していた選手
- GK
  - 小澤純子 (日本女子代表)
- DF
  - 高萩陽子 (日本女子代表)
- FW
  - 長峯かおり (日本女子代表)
  - 泉美幸 (日本女子代表)